# Kanton Verdun-Est
Kanton Verdun-Est (fr. Canton de Verdun-Est) byl francouzský kanton v departementu Meuse v regionu Lotrinsko. Tvořilo ho osm obcí. Zrušen byl po reformě kantonů 2014.

## Obce kantonu
- Ambly-sur-Meuse
- Belrupt-en-Verdunois
- Dieue-sur-Meuse
- Génicourt-sur-Meuse
- Haudainville
- Rupt-en-Woëvre
- Sommedieue
- Verdun (východní část)